# Lista najlepiej sprzedających się gier na Xboksa 360

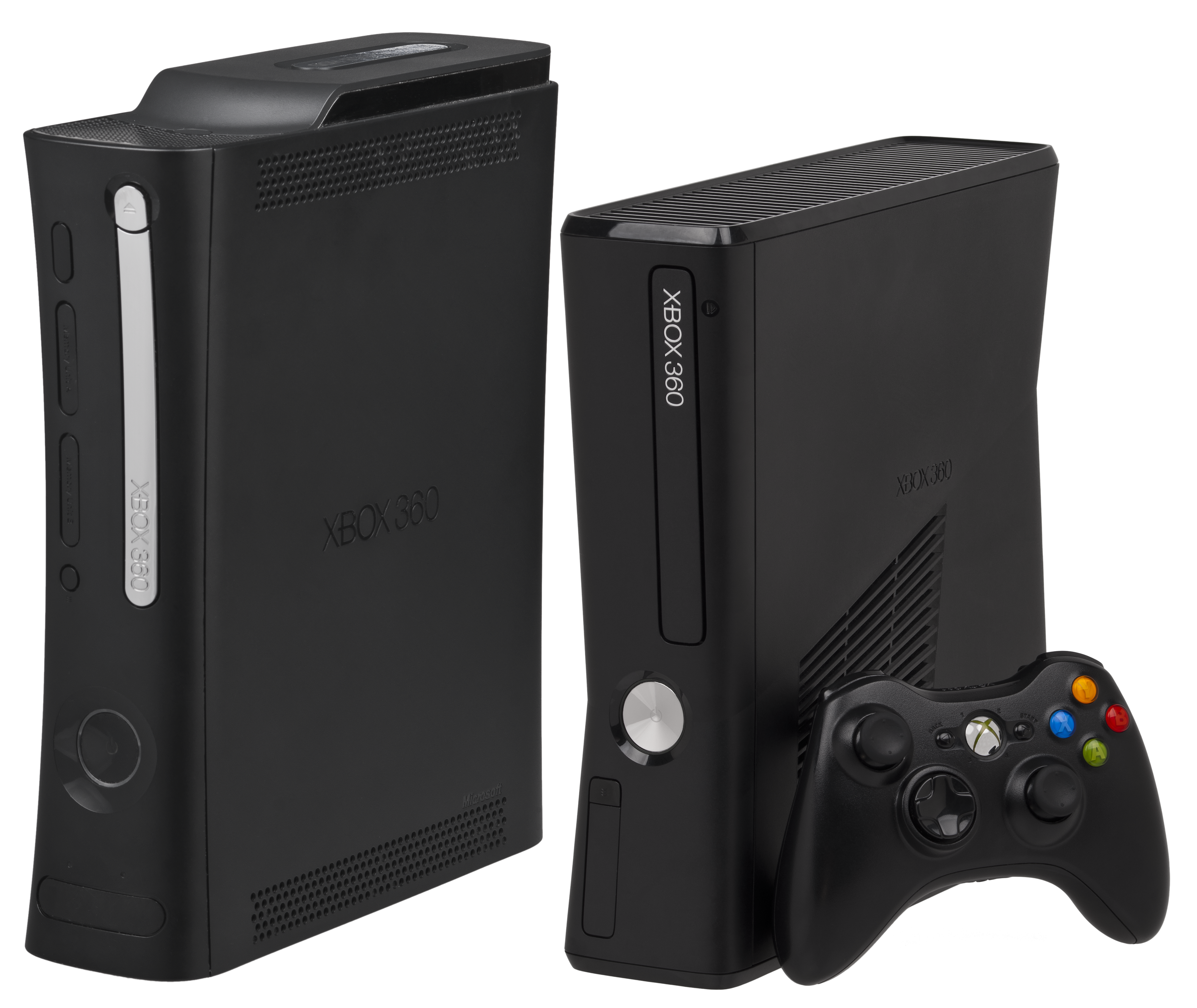
Xbox 360 Elite and Xbox 360 S z kontrolerem.

Lista najlepiej sprzedających się gier na Xboksa 360, które sprzedano w co najmniej jednym milionie egzemplarzy. Do grudnia 2009 roku na całym świecie sprzedano łącznie ponad 353,8 miliona egzemplarzy oprogramowania, przeznaczonego na Xbox 360. Najlepiej sprzedającą się grą na tę konsolę jest Kinect Adventures!, która była dołączona do akcesorium Kinect i sprzedała się w 24 milionach sztuk.

## Lista
| Gra                                            | Sprzedane egzemplarze | Seria                    | Data premiery        | Gatunek                                                | Producent                                   | Wydawca                                |
| ---------------------------------------------- | --------------------- | ------------------------ | -------------------- | ------------------------------------------------------ | ------------------------------------------- | -------------------------------------- |
| Kinect Adventures!                             | 24 miliony            | –                        | 4 listopada 2010     | gra przygodowa, gra sportowa                           | Good Science Studio                         | Microsoft Game Studios                 |
| Grand Theft Auto V                             | 22,95 miliona         | Grand Theft Auto         | 17 września 2013     | przygodowa gra akcji                                   | Rockstar North                              | Rockstar Games                         |
| Minecraft: Xbox 360 Edition                    | 21 milionów           | Minecraft                | 9 maja 2012          | sandbox, gra survivalowa                               | 4J Studios                                  | Microsoft Studios                      |
| Halo 3                                         | 14,5 miliona          | Halo                     | 25 września 2007     | strzelanka pierwszoosobowa                             | Bungie                                      | Microsoft Game Studios                 |
| The Elder Scrolls V: Skyrim                    | 13,7 miliona          | The Elder Scrolls        | 11 listopada 2011    | fabularna gra akcji                                    | Bethesda Game Studios                       | Bethesda Softworks                     |
| Call of Duty: Black Ops                        | 12 milionów           | Call of Duty             | 9 listopada 2010     | strzelanka pierwszoosobowa                             | Treyarch                                    | Activision                             |
| Call of Duty: Modern Warfare 2                 | 7,56 miliona          | Call of Duty             | 10 listopada 2009    | strzelanka pierwszoosobowa                             | Infinity Ward                               | Activision                             |
| Call of Duty 4: Modern Warfare                 | 5,35 miliona          | Call of Duty             | 5 listopada 2007     | strzelanka pierwszoosobowa                             | Infinity Ward                               | Activision                             |
| Halo: Reach                                    | 5,1 miliona           | Halo                     | 14 września 2010     | strzelanka pierwszoosobowa                             | Bungie                                      | Microsoft Game Studios                 |
| Gears of War                                   | 5 milionów            | Gears of War             | 7 listopada 2006     | strzelanka trzecioosobowa                              | Epic Games                                  | Microsoft Game Studios                 |
| Gears of War 2                                 | 5 milionów            | Gears of War             | 7 listopada 2008     | strzelanka trzecioosobowa                              | Epic Games                                  | Microsoft Game Studios                 |
| Batman: Arkham City                            | 4,6 miliona           | Batman: Arkham           | 18 października 2011 | przygodowa gra akcji                                   | Rocksteady Studios                          | Warner Bros. Interactive Entertainment |
| Grand Theft Auto IV                            | 4,36 miliona          | Grand Theft Auto         | 29 kwietnia 2008     | strzelanka pierwszoosobowa                             | Rockstar North                              | Rockstar Games                         |
| Call of Duty: Modern Warfare 3                 | 3,86 miliona          | Call of Duty             | 8 listopada 2011     | strzelanka pierwszoosobowa                             | Infinity Ward Sledgehammer Games            | Activision                             |
| Fable II                                       | 3,5 miliona           | Fable                    | 21 października 2008 | fabularna gra akcji                                    | Lionhead Studios                            | Microsoft Game Studios                 |
| Call of Duty: World at War                     | 3,35 miliona          | Call of Duty             | 11 listopada 2008    | strzelanka pierwszoosobowa                             | Treyarch                                    | Activision                             |
| Halo 4                                         | 3,23 miliona          | Halo                     | 6 listopada 2010     | strzelanka pierwszoosobowa                             | 343 Industries                              | Microsoft Studios                      |
| Sneak King                                     | 3,2 miliona           | –                        | 19 listopada 2006    | skradanka, advergame                                   | Blitz Games                                 | King Games                             |
| Assassin’s Creed                               | 3,01 miliona          | Assassin’s Creed         | 13 listopada 2007    | przygodowa gra akcji, skradanka                        | Ubisoft Montréal                            | Ubisoft                                |
| Halo 3: ODST                                   | 3 miliony             | Halo                     | 22 września 2009     | strzelanka pierwszoosobowa                             | Bungie                                      | Microsoft Game Studios                 |
| Kinect Sports                                  | 3 miliony             | –                        | 9 października 2010  | gra sportowa                                           | Rare                                        | Microsoft Game Studios                 |
| Gears of War 3                                 | 3 miliony             | Gears of War             | 20 września 2011     | strzelanka trzecioosobowa                              | Epic Games                                  | Microsoft Studios                      |
| Guitar Hero III: Legends of Rock               | 2,7 miliona           | Guitar Hero              | 28 października 2007 | gra muzyczna, gra rytmiczna                            | Neversoft                                   | Activision                             |
| Forza Motorsport 2                             | 2,67 miliona          | Forza                    | 29 maja 2007         | wyścigi                                                | Turn 10 Studios                             | Microsoft Game Studios                 |
| Forza Motorsport 3                             | 2,5 miliona           | Forza                    | 23 października 2009 | wyścigi                                                | Turn 10 Studios                             | Microsoft Game Studios                 |
| Dance Central                                  | 2,5 miliona           | Dance Central            | 4 listopada 2011     | gra muzyczna, gra rytmiczna                            | Harmonix Music Systems                      | MTV Games                              |
| Lego Star Wars: The Complete Saga              | 2,36 miliona          | Lego Star Wars           | 9 listopada 2007     | przygodowa gra akcji                                   | Traveller’s Tales                           | LucasArts                              |
| Marvel: Ultimate Alliance                      | 2,08 miliona          | Marvel Ultimate Alliance | 24 października 2006 | przygodowa gra akcji                                   | Raven Software                              | Activision Interchannel                |
| UNO                                            | 2,06 miliona          | UNO                      | 9 maja 2006          | gra karciana                                           | Carbonated Games                            | Microsoft Game Studios                 |
| Saints Row                                     | 2 miliony             | Saints Row               | 29 sierpnia 2006     | przygodowa gra akcji                                   | Volition                                    | THQ                                    |
| Final Fantasy XIII                             | 2 miliony             | Final Fantasy            | 9 marca 2009         | gra fabularna                                          | Square Enix                                 | Square Enix                            |
| Trials HD                                      | 2 miliony             | –                        | 29 sierpnia 2009     | wyścigi, gra logiczna                                  | RedLynx                                     | Microsoft Game Studios                 |
| Assassin’s Creed II                            | 1,92 miliona          | Assassin’s Creed         | 17 listopada 2009    | przygodowa gra akcji, skradanka                        | Ubisoft Montréal                            | Ubisoft                                |
| The Elder Scrolls IV: Oblivion                 | 1,87 miliona          | The Elder Scrolls        | 20 marca 2006        | przygodowa gra akcji                                   | Bethesda Game Studios                       | Bethesda Softworks 2K Games            |
| Madden NFL 09                                  | 1,87 miliona          | Madden NFL               | 14 sierpnia 2008     | gra sportowa                                           | EA Tiburon                                  | EA Sports                              |
| Dead Rising                                    | 1,8 miliona           | Dead Rising              | 8 sierpnia 2006      | przygodowa gra akcji                                   | Capcom                                      | Capcom                                 |
| Red Dead Redemption                            | 1,77 miliona          | Red Dead                 | 18 maja 2010         | przygodowa gra akcji                                   | Rockstar San Diego                          | Rockstar Games                         |
| Rock Band                                      | 1,75 miliona          | Rock Band                | 20 listopada 2007    | gra muzyczna, gra rytmiczna                            | Harmonix Music Systems                      | MTV Games                              |
| Madden NFL 07                                  | 1,72 miliona          | Madden NFL               | 22 sierpnia 2006     | gra sportowa                                           | EA Tiburon                                  | EA Sports                              |
| Lost Planet: Extreme Condition                 | 1,6 miliona           | Lost Planet              | 21 grudnia 2006      | strzelanka trzecioosobowa                              | Capcom                                      | Capcom                                 |
| Mass Effect                                    | 1,6 miliona           | Mass Effect              | 20 października 2007 | fabularna gra akcji                                    | BioWare                                     | Microsoft Game Studios                 |
| Mass Effect 2                                  | 1,6 miliona           | Mass Effect              | 26 stycznia 2010     | fabularna gra akcji, strzelanka trzecioosobowa         | BioWare                                     | Electronic Arts                        |
| Tom Clancy’s Rainbow Six: Vegas                | 1,59 miliona          | Tom Clancy’s Rainbow Six | 22 listopada 2006    | strzelanka taktyczna, strzelanka pierwszoosobowa       | Ubisoft Montréal                            | Ubisoft                                |
| Call of Duty 3                                 | 1,53 miliona          | Call of Duty             | 7 listopada 2006     | strzelanka pierwszoosobowa                             | Treyarch                                    | Activision                             |
| Left 4 Dead                                    | 1,52 miliona          | Left 4 Dead              | 18 listopada 2008    | strzelanka pierwszoosobowa, survival horror            | Valve South                                 | Valve Corporation                      |
| Madden NFL 08                                  | 1,51 miliona          | Madden NFL               | 14 sierpnia 2007     | gra sportowa                                           | EA Tiburon                                  | EA Sports                              |
| Fallout 3                                      | 1,51 miliona          | Fallout                  | 28 października 2008 | fabularna gra akcji                                    | Bethesda Game Studios                       | Bethesda Softworks                     |
| Crackdown                                      | 1,5 miliona           | Crackdown                | 20 lutego 2007       | przygodowa gra akcji                                   | Realtime Worlds                             | Microsoft Game Studios                 |
| Perfect Dark Zero                              | 1,5 miliona           | Perfect Dark             | 22 listopada 2007    | strzelanka pierwszoosobowa, skradanka                  | Rare                                        | Microsoft Game Studios                 |
| Madden NFL 10                                  | 1,5 miliona           | Madden NFL               | 13 sierpnia 2009     | gra sportowa                                           | EA Tiburon                                  | EA Sports                              |
| Guitar Hero II                                 | 1,46 miliona          | Guitar Hero              | 3 kwietnia 2007      | Gra sportowa                                           | Harmonix Music Systems                      | Activision                             |
| Resident Evil 5                                | 1,42 miliona          | Resident Evil            | 5 marca 2009         | strzelanka trzecioosobowa                              | Capcom                                      | Capcom                                 |
| Tom Clancy’s Ghost Recon Advanced Warfighter   | 1,41 miliona          | Tom Clancy’s Ghost Recon | 9 marca 2006         | strzelanka taktyczna                                   | Tiwak Ubisoft Paris Red Storm Entertainment | Ubisoft                                |
| Call of Duty 2                                 | 1,4 miliona           | Call of Duty             | 22 listopada 2006    | strzelanka pierwszoosobowa                             | Infinity Ward                               | Activision                             |
| Fight Night Round 3                            | 1,29 miliona          | Fight Night              | 20 lutego 2006       | gra sportowa                                           | EA Chicago                                  | EA Sports                              |
| Dead or Alive 4                                | 1,25 miliona          | Dead or Alive            | 29 grudnia 2005      | bijatyka                                               | Team Ninja                                  | Tecmo                                  |
| UFC 2009 Undisputed                            | 1,23 miliona          | UFC                      | 19 maja 2009         | gra sportowa, bijatyka                                 | Yuke’s                                      | THQ                                    |
| BioShock                                       | 1,22 miliona          | BioShock                 | 21 sierpnia 2007     | fabularna gra akcji                                    | 2K Boston                                   | 2K Games                               |
| Battlefield: Bad Company 2                     | 1,21 miliona          | Battlefield              | 2 marca 2010         | strzelanka pierwszoosobowa, strzelanka taktyczna       | DICE                                        | Electronic Arts                        |
| Ninja Gaiden II                                | 1,15 miliona          | Ninja Gaiden             | 3 czerwca 2008       | przygodowa gra akcji, hack and slash                   | Team Ninja                                  | Microsoft Game Studios                 |
| Guitar Hero World Tour                         | 1,12 miliona          | Guitar Hero              | 24 października 2008 | gra muzyczna, gra rytmiczna                            | Neversoft                                   | Activision                             |
| Star Wars: The Force Unleashed                 | 1,12 miliona          | Gwiezdne wojny           | 16 września 2008     | przygodowa gra akcji, hack and slash                   | LucasArts                                   | LucasArts                              |
| Tom Clancy’s Rainbow Six: Vegas 2              | 1,07 miliona          | Tom Clancy’s Rainbow Six | 18 marca 2008        | strzelanka taktyczna, strzelanka pierwszoosobowa       | Ubisoft Montréal                            | Ubisoft                                |
| Rock Band 2                                    | 1,02 miliona          | Rock Band                | 14 września 2008     | gra muzyczna, gra rytmiczna                            | Harmonix Music Systems                      | MTV Games                              |
| Viva Piñata                                    | 1 milion              | Viva Piñata              | 9 listopada 2006     | symulator życia                                        | Rare                                        | Microsoft Game Studios                 |
| Tom Clancy’s Ghost Recon Advanced Warfighter 2 | 1 milion              | Tom Clancy’s Ghost Recon | 6 marca 2007         | strzelanka taktyczna                                   | Ubisoft Paris Red Storm Entertainment       | Ubisoft                                |
| The Orange Box                                 | 1 milion              | –                        | 10 października 2007 | strzelanka pierwszoosobowa, gra logiczna, platformówka | Valve Corporation                           | Valve Corporation                      |
| Halo Wars                                      | 1 milion              | Halo                     | 26 stycznia 2009     | przygodowa gra akcji, hack and slash                   | Ensemble Studios                            | Microsoft Game Studios                 |
| Trials Evolution                               | 1 milion              | Trials                   | 18 kwietnia 2012     | platformówka, wyścigi                                  | RedLynx Ubisoft Shanghai                    | Microsoft Studios                      |
| Gears of War: Judgment                         | 1 milion              | Gears of War             | 19 marca 2013        | strzelanka trzecioosobowa                              | People Can Fly Epic Games                   | Microsoft Studios                      |